# 창녕 관룡사 대웅전
창녕 관룡사 대웅전(昌寧 觀龍寺 大雄殿)은 대한민국 경상남도 창녕군 창녕읍, 관룡사에 있는 조선시대의 불전이다. 1963년 1월 21일 대한민국의 보물 제212호로 지정되었다.

## 개요
이 건물은 1965년 해체·보수 공사시 발견된 상량문에 의해 조선 태종 원년에 창건하여 임진왜란 때 소실된 것을 광해군 9년에 중창하였고, 그 후 영조 25년에 중창했다는 것을 알 수 있다. 그러나 관룡사 사적기에는 숙종 30년(1704년) 가을의 대뇌우로 금당 부도가 유실되고 주승 20여 명이 익사하는 참변을 당한 후 38년(1712년)에 이 대웅전과 기타 당옥은 재건한 것으로 되어 있어 상량문과는 일치되지 않는 점이 있으나, 건물에 관한 한 상량문을 더 중시해야 옳을 것 같다. 팔작지붕의 다포집계 건물로 비교적 조선시대 중기 이전의 특징을 잘 나타내고 있다. 건물 내부에는 뒤쪽에 치우쳐 고주(高柱) 2개를 세워 그 위로 대들보가 건너가게 했다. 고주(高柱)를 의지하여 불단을 설치했고 그 상부에 닷집을 달았으며, 천장은 우물 천장이지만 중앙 부분을 주위보다 한층 높게 한 것이 특이하다.

## 사진

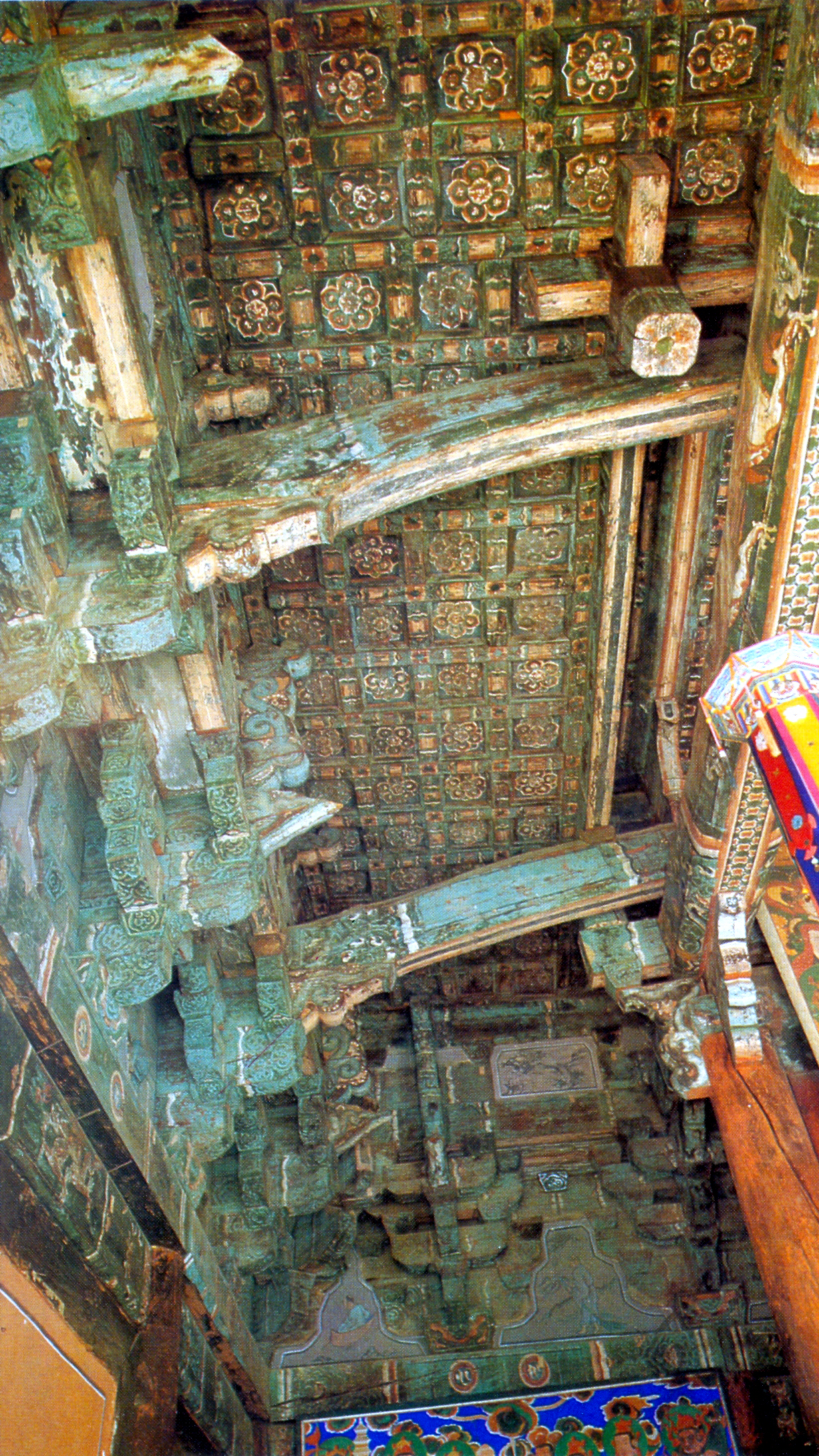
대웅전 내부
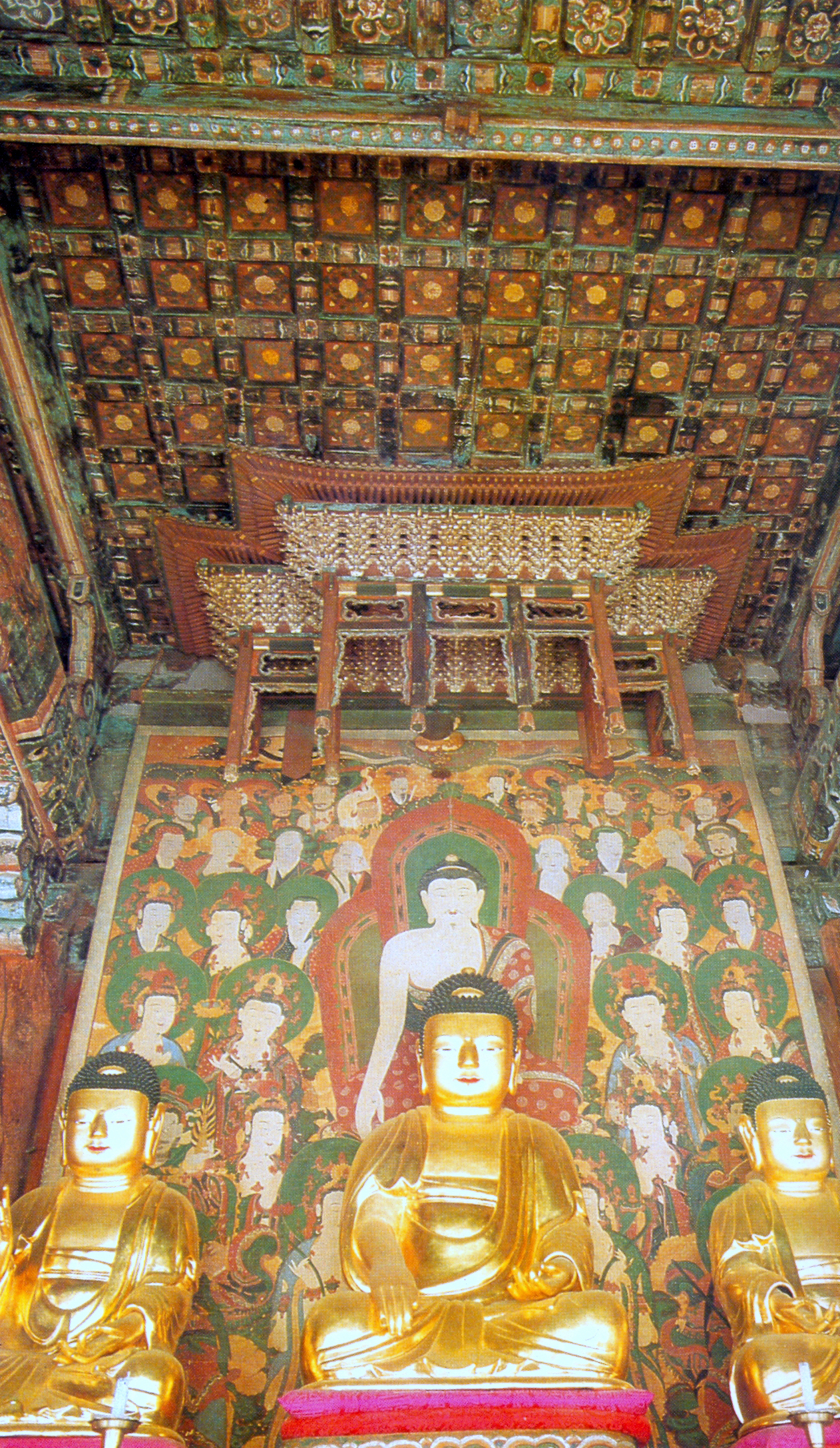
대웅전 천장

## 같이 보기
- 관룡사
- 창녕 관룡사 대웅전 관음보살 벽화

## 참고 자료
- 창녕 관룡사 대웅전 - 국가유산청 국가유산포털